# Департамент государственной безопасности КНДР
Департамент государственной безопасности КНДР (сокр. ДГБ КНДР, кор. 보위사령부?, 國家安全保衛部?) — орган государственного управления Корейской Народно-Демократической Республики (КНДР) в сфере обеспечения государственной безопасности, действующий с 1973 года.
Основными функциями ДГБ КНДР являются внешняя разведка, контрразведка, оперативно-розыскная деятельность, охрана государственной границы КНДР, охрана руководителей ТПК и Правительства КНДР (наряду с Высшим командованием охраны), организация и обеспечение правительственной связи, борьба с инакомыслием, преступностью, антисеверокорейской и античучхейской деятельностью, а также содержание и контроль северокорейских концлагерей.
Также в задачи ДГБ КНДР может входить обеспечение ВНС КНДР и высших органов государственной власти и управления КНДР информацией, затрагивающей государственную безопасность и оборону страны, социально-экономическое положение в стране и вопросы внешнеполитической и внешнеэкономической деятельности северокорейского государства и Трудовой партии Кореи.
ДГБ КНДР подчиняется Правительству КНДР, в том числе непосредственно Высшему руководителю КНДР — Ким Чен Ыну. ДГБ КНДР считается различными правозащитными организациями как одна из самых жестоких и страшных машин подавления инакомыслия и нарушения прав и свобод человека.